# Сен-Пьер-Сен-Жан
Сен-Пьер-Сен-Жан (фр. Saint-Pierre-Saint-Jean, окс. Sant Pierre Sant Jean) — коммуна во Франции, находится в регионе Рона — Альпы. Департамент коммуны — Ардеш. Входит в состав кантона Ле-Ван. Округ коммуны — Ларжантьер.
Код INSEE коммуны — 07284.
Коммуна была образована 1 июля 1975 года в результате слияния коммун Сен-Жан-де-Пуршарес и Сен-Пьер-ле-Дешосла.

## Население
Население коммуны на 2008 год составляло 153 человека.
| 1962 | 1968 | 1975 | 1982 | 1990 | 1999 | 2008 |
| ---- | ---- | ---- | ---- | ---- | ---- | ---- |
| 167  | 181  | 148  | 136  | 114  | 133  | 153  |

## Экономика
В 2007 году среди 93 человек в трудоспособном возрасте (15—64 лет) 52 были экономически активными, 41 — неактивными (показатель активности — 55,9 %, в 1999 году было 61,4 %). Из 52 активных работали 43 человека (26 мужчин и 17 женщин), безработных было 9 (3 мужчин и 6 женщин). Среди 41 неактивных 5 человек были учениками или студентами, 10 — пенсионерами, 26 были неактивными по другим причинам.

## Фотогалерея
- Интерьер церкви Сен-Жан-де-Пуршарес
- Памятник погибшим в Первой мировой войне
- Карта коммуны